# 菲林根多夫
菲林根多尔夫是德国巴登-符腾堡州的一个市镇。总面积9.33平方公里，总人口3313人，其中男性1601人，女性1712人（2011年12月31日），人口密度355人/平方公里。